# Strumešnica
La Strumešnica (in bulgaro Струмешница?; in macedone Струмешница?) o Strumica (in bulgaro Струмица?; in macedone Струмица?) è un fiume che scorre in Macedonia del Nord e Bulgaria, il maggiore affluente dello Strimone.

## Storia
Scientificamente, nella storia e nell'antropologia macedone, una tribù fu chiamata Strumiana dal nome di questo fiume.

## Geografia
La Strumešnica nasce dal monte Plačkovica, in comune di Radoviš (Macedonia del Nord), scorrendo verso sud in una valle profonda chiamata Stara Reka. Poi entra nella valle di Radoviš e passa per l'omonima città di Radoviš. 
Dopo la Strumešnica si dirige verso sud, attraverso la valle di Strumešnica (nei comuni di Vasilevo, Strumica e Novo Selo), per poi passare nella città di Strumica e girare ad est, entrando in Bulgaria a sud di Zlatarevo. 
La Strumešnica serpeggia in un'estesa valle fino a gettarsi nello Strimone come affluente di destra, a nord di Mitino, non lontano dal villaggio di Rupite.